# 札幌市立真駒内南小学校
札幌市立真駒内南小学校（さっぽろしりつ まこまないみなみしょうがっこう）は、北海道札幌市南区真駒内泉町に存在した公立小学校。札幌市立真駒内小学校に続いて1966年に開校された。少子高齢化の影響を受けて2007年から統合が検討され、2012年に札幌市立真駒内桜山小学校に統合される形で閉校した。校舎は2026年以降に解体予定。

## 歴史
1957年に連合国軍最高司令官総司令部から北海道へ返還された真駒内は、1959年の真駒内団地など開発が推し進められた。開発の進行に伴って児童数が増え、1961年に開校されて以降真駒内の児童を一手に引き受けていた札幌市立真駒内小学校だけでは児童を抱えきれなくなり、1966年に真駒内地域の第二の小学校として真駒内南小学校が開校された。以降、真駒内では両校を中心とする完全な近隣住区から構成される開発計画が進められた。開校当初の児童数は600人強であった。
1972年札幌オリンピックの開催を受けて開発は加速し、団地の建設年度調整が行われなかったこともあって、やがて両校を以てしても児童を収めきれなくなった。1968年に札幌市立真駒内曙小学校、1973年に札幌市立真駒内緑小学校が開校され、その後しばらく真駒内地域の児童はこれら4校が請け負うことになった。真駒内南小学校は1967年から1972年まで児童数が増加し、児童数は約1000人に達した。1973年から1970年代半ばまでは減少傾向に転じていたが、それでも800人強を維持した。
真駒内南小学校の児童数は1970年代半ばから再び増加し、隣接地区に札幌市立澄川南小学校が開校された1983年以降に真駒内の他の小学校3校の児童数が減少する中、唯一児童数を伸ばした。1984年にはそれまでのピークであった1972年を上回り、1977年には約1100人に達した。しかしその後、澄川南小学校を含む他4校と同様に真駒内南小学校の児童数は減少の一途を辿り、1990年代半ばには開校時を下回った。その後も減少傾向が続き、2008年度時点での児童数は400人を割った。
この少子高齢化による児童数減少に伴って適切な教育効果が得られないと判断した札幌市は、2007年に真駒内をはじめとする三地域での小学校の統合を検討した。2008年からは「小規模校検討委員会」が発足して開校時期や通学区域などの検討を行った。2011年、真駒内南小学校は真駒内緑小学校と統合して札幌市立真駒内桜山小学校が開校されることに決定し、同年に2校の児童で交流会が開かれた。2012年2月24日に閉校式が挙行された。
真駒内桜山小学校は2012年4月に開校され、真駒内南小学校の校舎が転用された。しかし、2016年に築50年を迎えた旧真駒内南小学校の校舎は、改築の時期に入った。近隣に位置する札幌市立真駒内中学校の校舎が1967年建設であることを踏まえ、真駒内中学校の校舎を桜山小学校の敷地に移転し、新校舎完成後に桜山小学校校舎（つまり旧真駒内南小学校校舎）を解体することが決定された。新校舎は2024年度から2か年計画で建設される予定で、校舎解体は2026年度に実施される。

## 主な出身者
- 大泉洋（俳優、TEAM NACSメンバー）[6]
- 熊谷紗希（サッカー選手）[4]